# Validity of cognition
Validity of Cognition (VoC) een meetwaarde gebruikt in psychologische tests. Het is een schaal om aan te geven hoe waar een positieve bewering is, tussen 1, onwaar of niet geloofwaardig en 7 helemaal waar. Deze waarde wordt specifiek gebruikt in Eye Movement Desensitization and Reprocessing(EMDR)-therapie en onderzoek naar trauma.
De schaal is ontwikkeld door Francine Shapiro in 1989.
In de EMDR wordt eerst een negatieve ervaring ontladen en daarna een positieve cognitie geïnstalleerd. Bij de installatie van de positieve cognitie wordt door de VoC gemeten hoe ver de therapie vordert. Als het resultaat is dat de VoC schaal voor deze cognitie op 7 staat, is dat onderdeel van de therapie klaar.